# Nello Sbaiz
Antonello „Nello“ Sbaiz (in Frankreich alternativ Sbaïz; * 8. Mai 1941 in Ronchis; † 28. November 2022) war ein italienischer Fußballspieler, der während seiner gesamten Laufbahn im französischen Fußball aktiv war.

## Karriere
Sbaiz war 16 Jahre alt, als er 1957 zum französischen Erstligisten AS Saint-Étienne kam. Der Verteidiger, der später für ein starkes Kopfballspiel und eine ruhige Spielart bekannt war, debütierte am 29. Mai 1960 im Alter von 19 Jahren bei einer Partie gegen die US Valenciennes-Anzin in der höchsten nationalen Spielklasse. Zu einer Zeit, in der Ein- und Auswechslungen noch nicht möglich waren, wurde er anschließend regelmäßig aufgeboten, ohne sich einen festen Stammplatz sichern zu können. Das Jahr 1962 erwies sich für Saint-Étienne und den vereinstreuen Sbaiz als schicksalshaft, da die Mannschaft nicht nur in die zweite Liga abstieg, sondern gleichzeitig den Einzug ins nationale Pokalendspiel 1962 schaffte. Die ASSE gewann mit 1:0 gegen den FC Nancy, und der Italiener stand dabei in der Siegerelf. Dadurch konnte er auch im europäischen Wettbewerb debütieren, da der Verein für den Europapokal der Pokalsieger 1962/63 qualifiziert war. 1963 gelang zudem der direkte Wiederaufstieg, wobei er weiter regelmäßig in der ersten Elf stand, ohne fest gesetzt zu sein.
Seinen mannschaftsinternen Durchbruch als Stammspieler schaffte Sbaiz, nachdem sich der Kapitän René Domingo am 19. Januar 1964 eine langanhaltende Verletzung zugezogen hatte. Er übernahm seine Rolle und wurde am Ende der Spielzeit 1963/64 mit seinen Teamkollegen als Aufsteiger direkt Meister. Den Platz in der ersten Elf konnte er die nachfolgenden Jahre über behaupten, was der Akteur auch seiner Vielseitigkeit verdankte, durch die er sowohl in der Innen- als auch in der Außenverteidigung spielen konnte. 1967 gewann er mit Saint-Étienne seinen zweiten Meistertitel.
Obwohl er beim Meister bis zuletzt Stammspieler gewesen war, kehrte er Saint-Étienne 1967 den Rücken, um zum Zweitligisten FC Lorient zu wechseln. Bei diesem war er zunächst gesetzt, erlebte dann jedoch wechselhafte Jahre, in denen er teilweise kaum noch auf dem Platz stand. Dennoch blieb er Lorient, mit dem er Mittelfeldplatzierungen in der zweiten Liga erreichte, treu, selbst als er sich nach 1970 mit einer Rolle als Ergänzungsspieler begnügen musste. 1972 beendete der damals 31-Jährige nach 150 Erstligapartien mit einem Tor und 80 Zweitligapartien mit zwei Toren seine Profilaufbahn.